# Jackie McLean & Co.
Jackie McLean & Co. è un album di Jackie McLean, pubblicato dalla Prestige Records nel giugno del 1957.
Il disco fu anche pubblicato con lo stesso titolo dall'etichetta New Jazz Records (codice: NJLP 8323) e sia su LP che da CD da Original Jazz Classics Records (codice LP: OJC 074; codice CD: OJCCD 074-2). 

## Tracce
Lato A
1. Flickers – 6:56 (Mal Waldron)
2. Help – 8:42 (Doug Watkins)
3. Minor Dream – 7:46 (Ray Draper)

Durata totale: 23:24
Lato B
1. Beau Jack – 11:23 (Jackie McLean)
2. Mirage – 9:47 (Mal Waldron)

Durata totale: 21:10

## Musicisti
- Jackie McLean - sassofono alto
- Bill Hardman - tromba
- Mal Waldron - pianoforte
- Ray Draper - tuba (brani: Flickers, Help e Minor Dream)
- Doug Watkins - contrabbasso
- Art Taylor - batteria